# Andrzej (Ćilerdžić)
Andrzej, imię świeckie Andreja Ćilerdžić (ur. 21 sierpnia 1961 w Osnabrück) – serbski biskup prawosławny.

## Życiorys
Jest drugim synem serbskiego duchownego prawosławnego – Dobrivoja Ćilerdžicia i jego żony Marijany. Edukację podstawową i średnią uzyskał w Düsseldorfie. Następnie, w latach 1980–1981, zamieszkiwał we wspólnocie mniszej Athos (Klasztor Grigoriu). W latach 1981–1986 studiował teologię prawosławną na Uniwersytecie Belgradzkim.
7 stycznia 1987 w monasterze Visoki Dečani złożył wieczyste śluby mnisze przed hieromnichem Ireneuszem (Buloviciem). 8 marca 1987 w cerkwi św. Sawy w Düsseldorfie został wyświęcony na hierodiakona przez biskupa zachodnioeuropejskiego Laurentego. Po dwuletnich studiach podyplomowych w Salonikach wrócił do Düsseldorfu i przez dwa lata był diakonem w cerkwi św. Sawy. Następnie do 1993 pracował w seminarium duchownym Świętych Cyryla i Metodego w Prizrenie.
21 listopada 1990 przyjął święcenia kapłańskie z rąk biskupa morawickiego Ireneusza. Od 1992 do 2011 należał do wspólnoty monasteru Kovilj, wykonując od 1993 do 2005 obowiązki sekretarza kancelarii ds. stosunków międzykościelnych przy Soborze Biskupów Serbskiego Kościoła Prawosławnego. W 2002 otrzymał godność archimandryty.
W 2008 podjął studia doktoranckie na uniwersytecie w Monachium (specjalizacja: eklezjologia), w maju 2010 został na nim asystentem w katedrze prawosławnej teologii dogmatycznej. Włada biegle językami niemieckim, greckim, włoskim, angielskim i francuskim, w mniejszym stopniu opanował język rosyjski, łacinę, arabski i hebrajski. Uczestniczył w szeregu konferencji i spotkań międzykościelnych.
W maju 2011 został nominowany na biskupa pomocniczego archieparchii belgradzko-karłowickiej z tytułem biskupa remezijskiego. Jego chirotonia biskupia odbyła się 18 września 2011. W 2014 stanął na czele nowo powstałej eparchii austriacko-szwajcarskiej.